# Parker Pen Company

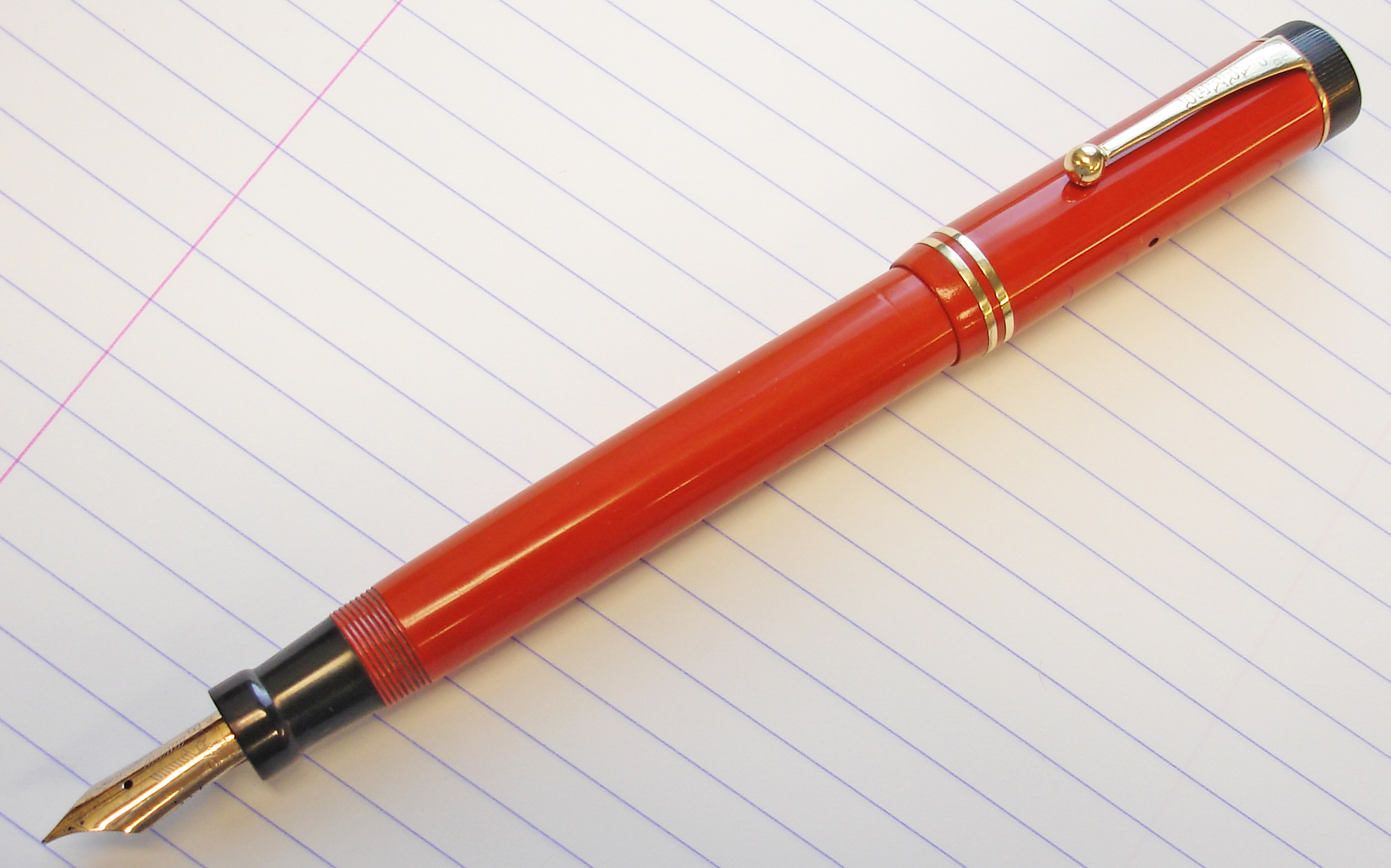
Parker Duofold

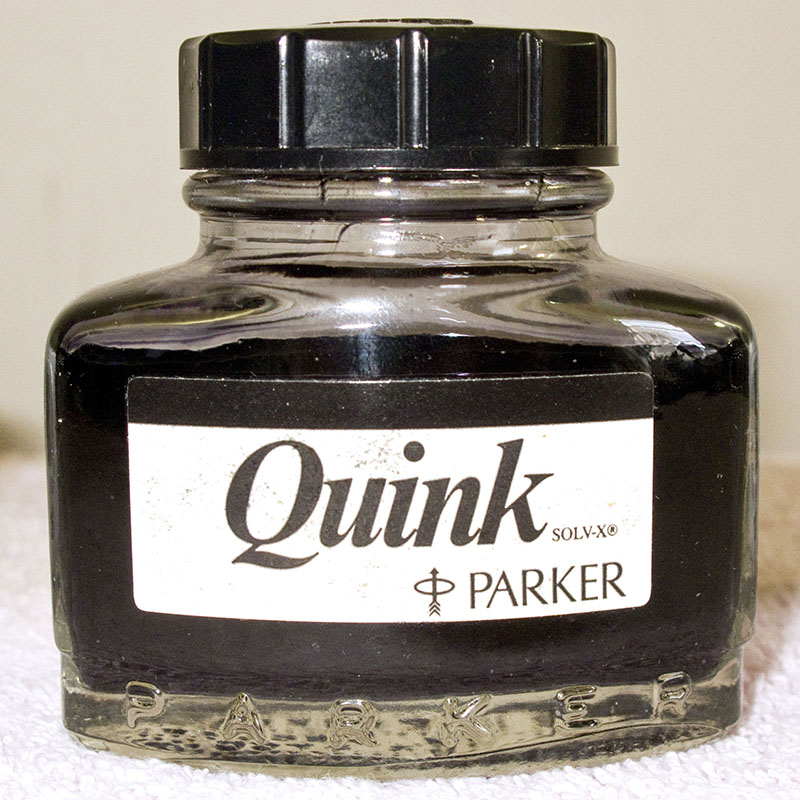
Parker-bläck Quink

Parker Pen Company är ett amerikanskt företag grundat av George Safford Parker 1888. Företaget grundades i Janesville, Wisconsin men flyttade efter ägarbyte senare till Newhaven, East Sussex i England. Parker köptes år 2000 av Newell Rubbermaid från Gillette. Parker har genom åren haft fabriker i ett flertal länder. Fabriken i Newhaven stängdes 2010 och produktionen flyttades till Frankrike.
Bland Parkers kända pennor är Duofold-serien (lanserad 1921) och Parker 51 (lanserad 1941), Jotter (lanserad 1954) och Parker Vector (1986). Företaget är också känt för sitt bläck, Quink.
Parkers symbol är en pil och klämman på pennorna är vanligen i form av en pil (en design som även förekommer på en del asiatiska kopior).
Under cirka ett decennium från 1976 ägde Parker bemanningsföretaget Manpower.